# Det Europæiske Center for Forebyggelse af og Kontrol med Sygdomme
Det Europæiske Center for Forebyggelse af og Kontrol med Sygdomme, på engelsk The European Centre for Disease Prevention and Control (ECDC), er et agentur for den Europæiske Union der søger styrke Europas forsvar mod infektionssygdomme.
Organisationen har hovedsæde i Stockholm.
I 2014 var organisationens budget på lidt over 60 millioner Euro og der var 275 ansatte.